# Самойлов, Яков Владимирович
Яков Владимирович Самойлов (при рождении Яков Фишелевич Шмуль; 23 ноября [5 декабря] 1870, Одесса, Херсонская губерния — 29 сентября 1925, Москва) — русский и советский минералог, геохимик и литолог, профессор.

## Биография
Родился 23 ноября (5 декабря) 1870 года в Одессе, в еврейской мещанской семье. Родители — овидиопольский купец (позже одесский мещанин) Фишель Абрамович Шмуль и Хава Марковна Шмуль. Брат — физиолог Александр Филиппович Самойлов (Абрам Фишелевич Шмуль).
В 1893 году окончил с отличием естественное отделение физико-математического факультета Новороссийского университета. Состоял сверхштатным лаборантом в минералогической лаборатории. В июле 1893 года принял православие, а в марте 1894 года получил разрешение сменить фамилию на Самойлов (русский аналог фамилии Шмуль).

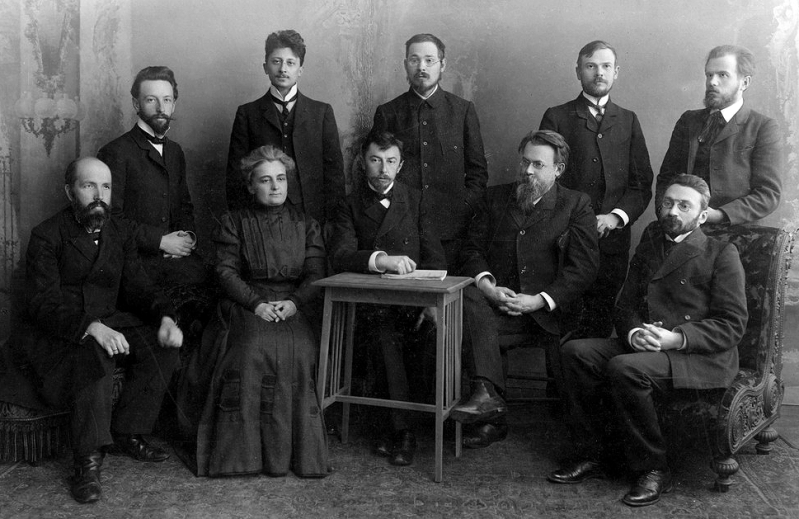
Минералогический кружок Московского университета, 1907

В 1895 году переехал в Москву и начал работать в Московском университете под руководством В. И. Вернадского. В 1902 году защитил диссертацию на степень магистра минералогии и геологии «Материалы к кристаллографии барита» и был приглашён для руководства кафедрой минералогии и геологии в Новоалександрийском сельскохозяйственном институте. Докторскую диссертацию «Минералогия жильных месторождений Нагольного кряжа» защитил в 1906 году в Московском университете.
С декабря 1906 года — адъюнкт-профессор Московского сельскохозяйственного института, где создал минералогический музей агрономических руд. Одновременно, в 1907—1911 годах в должности приват-доцента в Московском университете читал лекции по минералогии. Преподавал в Московском городском народном университете им. А. Л. Шанявского.
В 1908 году организовал комиссию по геологическому исследованию фосфоритов в России. В 1910 году посетил рудники в Тунисе.
В ходе событий 1911 оставил Московский университет; в 1917 году вернулся к работе в Московском университете; избран профессором и директором НИИ минералогии. В 1919 году основал и возглавил Научный институт по удобрениям (ныне Научно-исследовательский институт по удобрениям и инсектофунгицидам имени Якова Самойлова — НИУИФ).
В 1913 году стал профессором кафедры минералогии и геологии Московского сельскохозяйственного института и сверхштатным профессором Московского коммерческого института.
Изучил минералогию и петрографию фосфоритов и развил биолитную теорию их происхождения. Он был инициатором изучения химического состава современных морей и живых организмов.
В 1919 году — профессор Московской горной академии, наряду с Н. М. Федоровским возглавлял минералогический институт МГА. В томе же году Самойлов одним из первых высказал предположение о наличии месторождений калийных руд в районе Соликамска, что нашло подтверждение в 1926 году. В 1921 году организовал комплексные геохимические работы на Плавучем морском институте (Плавморин).
Скончался 29 сентября 1925 года в Москве. Похоронен на Новодевичьем кладбище.
В 1929 году был опубликован посмертный сборник его трудов